# R. c. Handy
Pour les articles homonymes, voir Handy.
R. c. Handy, [2002] 2 R.C.S. est une décision de la Cour Suprême du Canada qui porte principalement sur la notion de preuve de faits similaires.

## Faits en litige
L'intimé Handy a été accusé d’agression sexuelle causant des lésions corporelles. Le 6 décembre 1996, l'accusé se trouvait dans un bar avec la plaignante qu'il connaissait depuis 6 mois. Les deux individus ont passé la soirée à boire ensemble. Par la suite, ils ont quitté l'établissement pour se rendre dans un motel dans l'intention d'avoir des relations sexuelles. La relation aurait débuté de manière consensuelle mais, selon la plaignante, serait ensuite devenue non consensuelle lorsque l'accusé serait devenu violent. La plaignante aurait exprimé d'une manière explicite et à plusieurs reprises l'aspect non consensuel de la relation. Les jours suivants, "un certain nombre de témoins ont dit avoir remarqué que la plaignante avait des ecchymoses au cou, au thorax et aux bras.  On a diagnostiqué que la plaignante souffrait de stress post-traumatique".
La Couronne a essayé de présenter une preuve de faits similaires contre l'intimé. Pour ce faire, la poursuite a fait témoigner au procès l'ancienne conjointe de l'accusé. Par ce témoignage, la Couronne a essayé de démontrer que l'accusé avait une propension à infliger des souffrances physiques lors de relations à caractère sexuel. De plus, la Couronne a essayé par cet élément de suggérer que l'intimé refusait d'arrêter l'acte sexuel même une fois que la victime ait exprimé le caractère non consensuel de la relation. En d'autres mots, la preuve de faits similaires avait comme objectif "expliquer pourquoi il y avait lieu de croire la plaignante lorsqu’elle affirmait que l’agression s’était poursuivie malgré ses protestations".

## Analyse
En instance inférieure, le tribunal a admis comme preuve la preuve de faits similaires déposée par la poursuite et l'accusé en conteste l'admissibilité. En règle générale, une preuve de mauvais caractère et de propension sont inadmissibles. En effet, un comportement antérieur dit "immoral" qui n'est pas mis en accusation ne saurait être utilisé pour attaquer la réputation d'un accusé. Toutefois, cette règle générale a quelques exceptions dont notamment la notion de preuve sur une question en litige. La conduite indique et la preuve de faits similaires sont des exceptions à la règle générale. 
La preuve présentée dans le seul but d’établir que l’accusé est le genre de personne susceptible d’avoir commis une infraction, est en principe inadmissible.  La question de savoir si la preuve en question constitue une exception à cette règle générale dépend de savoir si la valeur probante de la preuve présentée l’emporte sur son effet préjudiciable. Dans un cas comme celui‑ci, où la preuve de faits similaires que l’on veut présenter est une preuve à charge d’un acte moralement répugnant commis par l’accusé, le préjudice qui peut en résulter est grave et la valeur probante de la preuve doit vraiment être grande pour permettre sa réception.  Le juge doit considérer des facteurs comme le degré de particularisme marquant à la fois les faits similaires et les infractions reprochées à l’accusé ainsi que le rapport, s’il en est, entre la preuve et les questions autres que la propension, afin de déterminer si, compte tenu des circonstances de l’espèce, la valeur probante de la preuve l’emporte sur le préjudice potentiel et justifie sa réception. La preuve de la propension, bien que généralement irrecevable, peut exceptionnellement être admise lorsque la valeur probante de la preuve relative à une question soulevée est tellement grande qu’elle l’emporte sur le préjudice grave que subira inévitablement l’accusé si la preuve d’actes immoraux ou illégaux antérieurs est présentée au jury. La preuve présentée dans le seul but d’établir que l’accusé est le genre de personne susceptible d’avoir commis une infraction, est en principe inadmissible.  La question de savoir si la preuve en question constitue une exception à cette règle générale dépend de savoir si la valeur probante de la preuve présentée l’emporte sur son effet préjudiciable.

### Évaluation de la force probante d'une preuve de faits similaires
Lors de l’évaluation de la force probante, plusieurs éléments doivent être examinés par le tribunal. 
1. La possibilité de collusion
2. La détermination de la « question soulevée »
3. Similitudes et différences entre les faits reprochés et la preuve de faits similaires

#### Facteurs de rattachement
1. Proximité temporelle des actes similaires
2. La mesure dans laquelle les autres actes ressemblent dans les moindres détails à la conduite reprochée
3. La fréquence des actes similaires
4. Les circonstances entourant les actes similaires ou s’y rapportant
5. Tout trait distinctif commun aux épisodes
6. Les faits subséquents
7. Tout autre facteur qui pourrait accepter ou réfuter les faits similaires.

### Évaluation du préjudice
1. Préjudice moral
2. Préjudice par raisonnement

### Appréciation de la valeur probante en fonction du préjudice
Le préjudice ne diminue pas nécessairement au fur et à mesure que la valeur probante augmente.  Au contraire, les deux plateaux de la balance de la justice peuvent monter et descendre ensemble.  Néanmoins, la valeur probante et le préjudice font bouger la balance dans des directions opposées en ce qui concerne la question de l’admissibilité et il est nécessaire de régler leurs exigences contradictoires.